# Від хорошого до величного
Від хорошого до величного (англ. Good to Great: Why Some Companies Make the Leap... and Others Don't by James C. Collins) - книжка американського бізнес-консультанта, письменника Джима Коллінза, світовий бестселер, продано більше ніж 4 мільйони екземплярів. Вперше опублікована 16 жовтня 2001 року. 

## Огляд книги
Джим Коллінз описує перехідний період компаній від хороших до лідерських позицій на ринку та невдачу більшості з них під час транзиту. Величність компанії визначається стабільно високими фінансовими показниками. Слідуючи жорстким критеріям, автор та його команда виокремили ряд престижних компаній, які зробили стрімкий стрибок та досягли стабільного зростання. Після такого «стрибка» кумулятивні прибутки від акцій компаній в світі зросли в середньому в сім разів за 15 років.  Для реалізації задуманого Коллінз залучив велику команду експертів, які вивчили 6 000 статей та сформували 384 мегабіт інформації за 5-річний проект.  [Архівовано 6 грудня 2019 у Wayback Machine.]
Основні характеристики таких компаній включають:
- П’ятий рівень лідерства: лідери, які привносять в компанію все найкраще.
- Спочатку «хто», потім «що»: перш за все, відшукайте необхідний персонал, потім починайте діяти.
- Протистояння жорстким фактам: ніколи не втрачайте надію.
- Концепція «їжака»: три взаємопов’язані кола - Яка ваша пристрасть? В чому ви найкращі? Що приносить вам дохід?
- Культура дисципліни.
- Прискорення впровадження технологій: використання новітніх технологій для сприяння зростання в рамках вищезазначених кіл.
- «Маховик»: наростаючий ефект малих ініціатив.

Основний крок в заданому напрямку досягнення успішності - це зосереджувати ресурси компанії в рамках власної галузевої компетенції. 
Результати дослідження, викладені в книзі, здивують багатьох читачів, але, чесно кажучи, деяких засмутять. Та хто насмілиться їх ігнорувати?

## Переклад українською
- Коллінз, Джим. Від хорошого до величного / пер. Оксана Савчин. К.: Наш Формат, 2017. —  368 с. — ISBN 978-617-7279-13-5
- Коллінз, Джим. Від хорошого до величного / пер. Оксана Савчин. К.: Наш Формат, 2022. —  368 с. — ISBN 978-617-8120-16-0